# Loggia del Bigallo

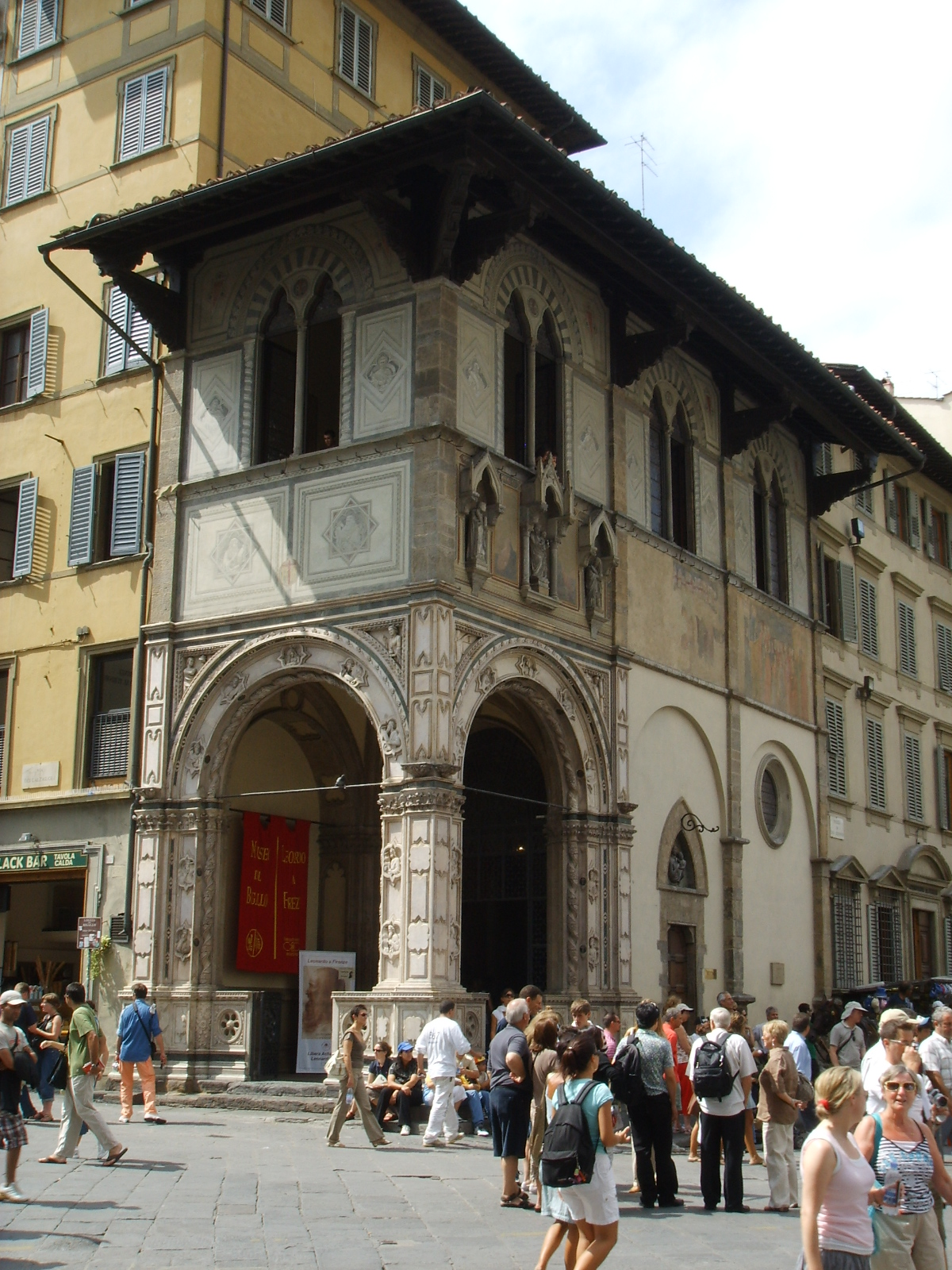
Loggia del Bigallo

Loggia del Bigallo, loggia przy jednej z kamienic okalających Piazza del  Duomo, na którym znajduje się Katedra Santa Maria del Fiore we Florencji. Zbudowana w 1358 roku przez florenckiego rzeźbiarza Alberta Arnoldiego na zlecenie Arcybractwa Miłosierdzia.
W XV wieku zostawiane tu były porzucane dzieci, jeżeli po 3 dniach rodzice się nie zgłosili, dzieci trafiały do sierocińców.